# Peyriat
Peyriat ist eine französische Gemeinde mit 150 Einwohnern (Stand 1. Januar 2022) im Département Ain in der Region Auvergne-Rhône-Alpes. Sie gehört zum Kanton Pont-d’Ain im Arrondissement Nantua.

## Geographie
Peyriat liegt auf 630 m, etwa 16 Kilometer südwestlich der Stadt Oyonnax und 23 Kilometer ostsüdöstlich der Präfektur Bourg-en-Bresse (Luftlinie). Das Bauerndorf erstreckt sich im nördlichen Bugey, in einer Muldenlage, die sich nach Norden zum Talbecken von Izernore öffnet, im Jura, östlich der Antiklinale der Montagne de Berthiand.
Die Fläche des 5,96 km² großen Gemeindegebiets umfasst einen Abschnitt des südlichen französischen Juras. Der zentrale Teil wird von der Mulde von Peyriat eingenommen. Das Gemeindegebiet weist jedoch keine oberirdischen Fließgewässer auf, weil das Niederschlagswasser sofort im porösen kalkhaltigen Untergrund versickert. Diese Mulde wird von mehreren parallel verlaufenden Geländekämmen flankiert. Im Westen sind dies der Champ Dollan (mit 815 m die höchste Erhebung von Peyriat) und Les Bouchouses (811 m), im Osten der Crêt du Rasolat (730 m).
Zu Peyriat gehört der Weiler Giriat (630 m) auf einer Verebnungsfläche am Nordfuß des Crêt du Rasolat. Nachbargemeinden von Peyriat sind Nurieux-Volognat im Norden, Saint-Martin-du-Frêne und Maillat im Osten, Ceignes im Süden sowie Leyssard im Westen.

## Geschichte
Erstmals urkundlich erwähnt wird Peyriat im Jahr 1299 unter dem Namen Peyria. Im Lauf der Zeit wandelte sich die Schreibweise über Peria (1394) und Peyriacum (1483) zu Peyriaz (1789). Vom 12. Jahrhundert bis 1402 gehörte Peyriat zur Herrschaft der Thoire-Villars, danach kam es unter die Oberhoheit der Grafen von Savoyen. Mit dem Vertrag von Lyon gelangte Peyriat im Jahre 1601 an Frankreich.

### Bevölkerungsentwicklung
| Jahr                       | 1962 | 1968 | 1975 | 1982 | 1990 | 1999 | 2006 | 2012 | 2021 |
| -------------------------- | ---- | ---- | ---- | ---- | ---- | ---- | ---- | ---- | ---- |
| Einwohner                  | 97   | 85   | 87   | 120  | 154  | 158  | 165  | 174  | 148  |
| Quellen: Cassini und INSEE |      |      |      |      |      |      |      |      |      |

Mit 150 Einwohnern (Stand 1. Januar 2022) gehört Peyriat zu den kleinen Gemeinden des Départements Ain. Nachdem die Einwohnerzahl in der ersten Hälfte des 20. Jahrhunderts abgenommen hatte (1891 wurden noch 174 Personen gezählt), wurde seit Ende der 1970er Jahre eine Bevölkerungszunahme verzeichnet. Die Ortsbewohner von Peyriat heißen auf Französisch Peyriatis.

## Sehenswürdigkeiten
Die Kirche Saint-Brice wurde im 14. Jahrhundert im gotischen Stil erbaut und 1867 umgestaltet.

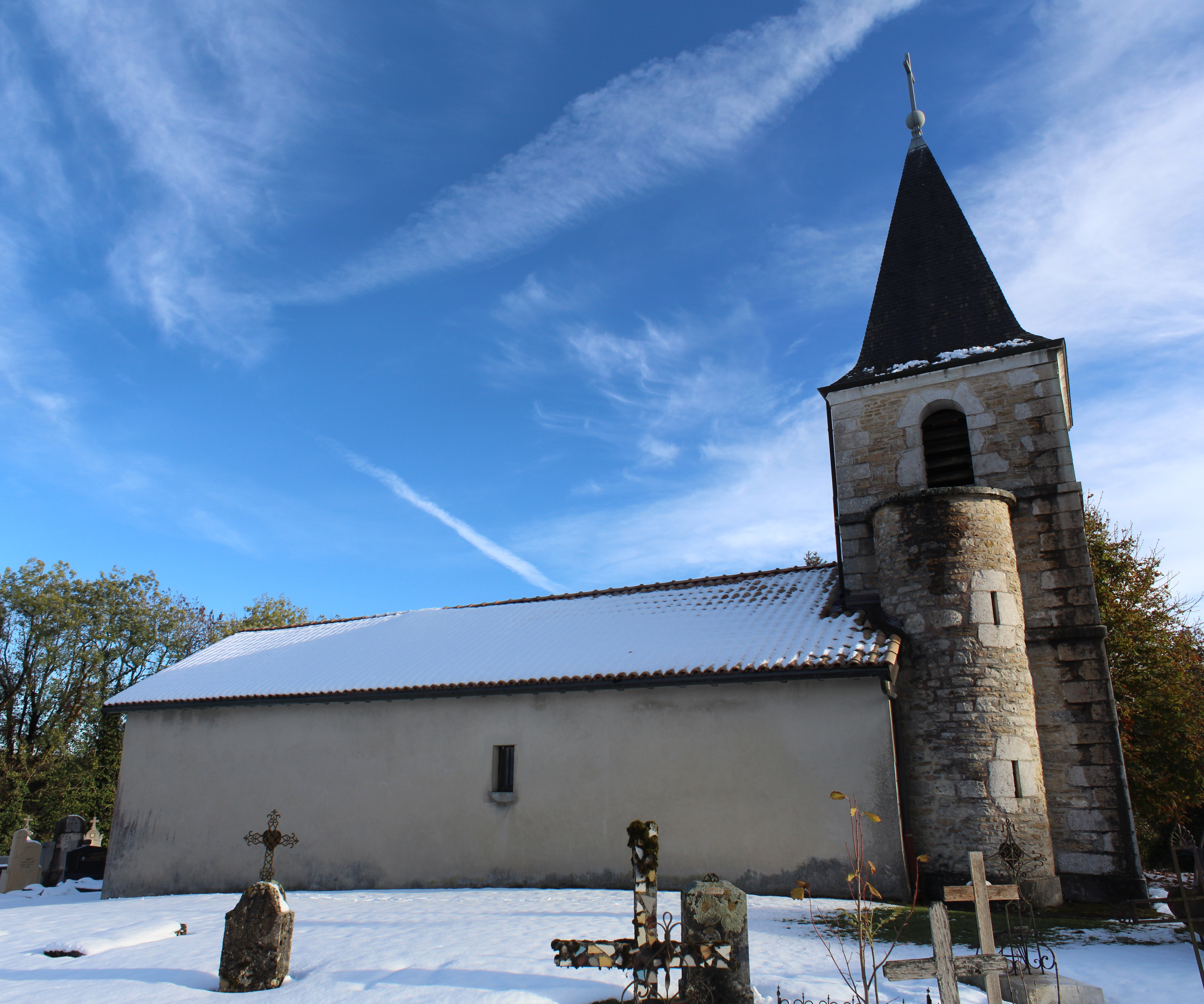
Kirche Saint-Brice
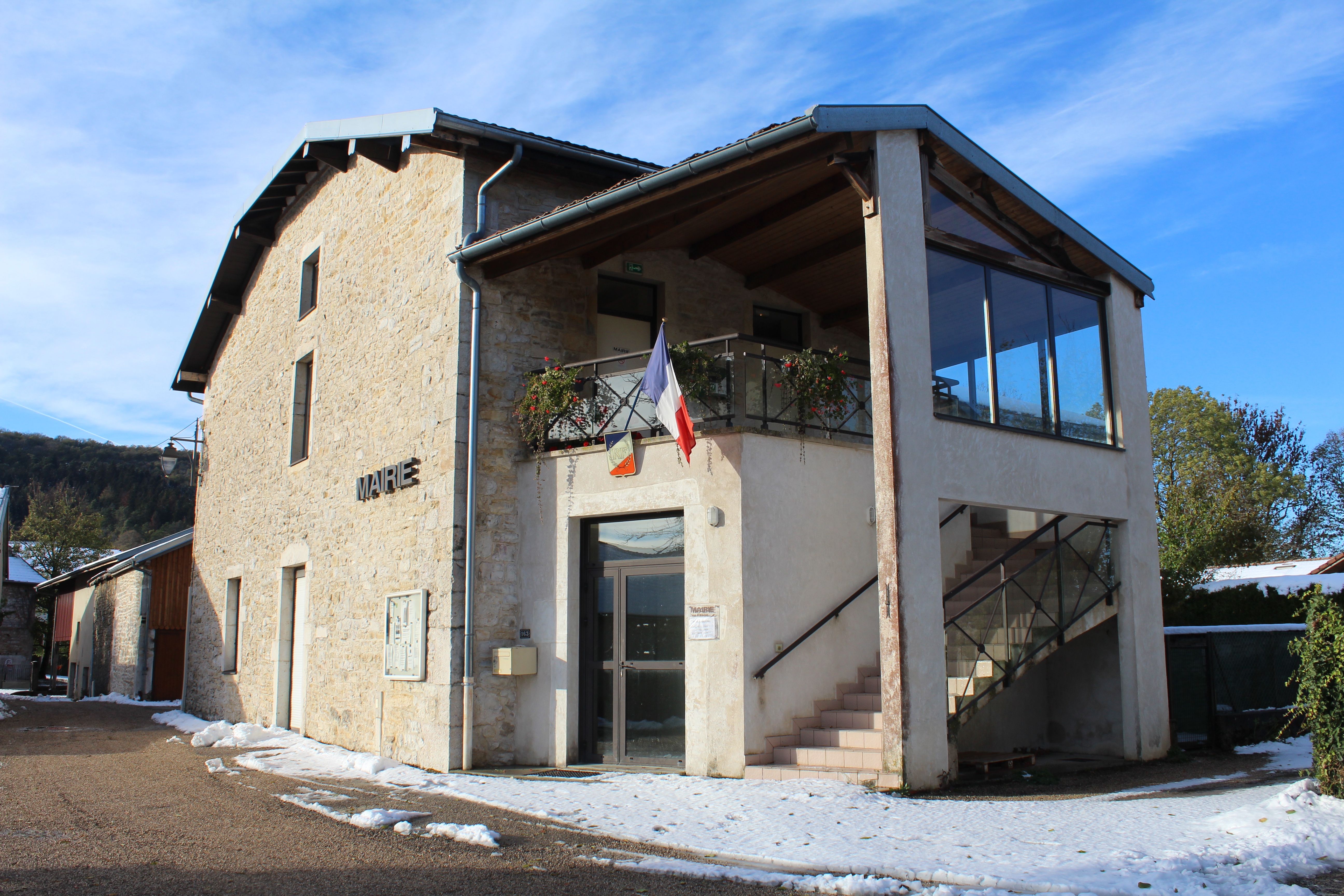
Mairie (Bürgermeisteramt)
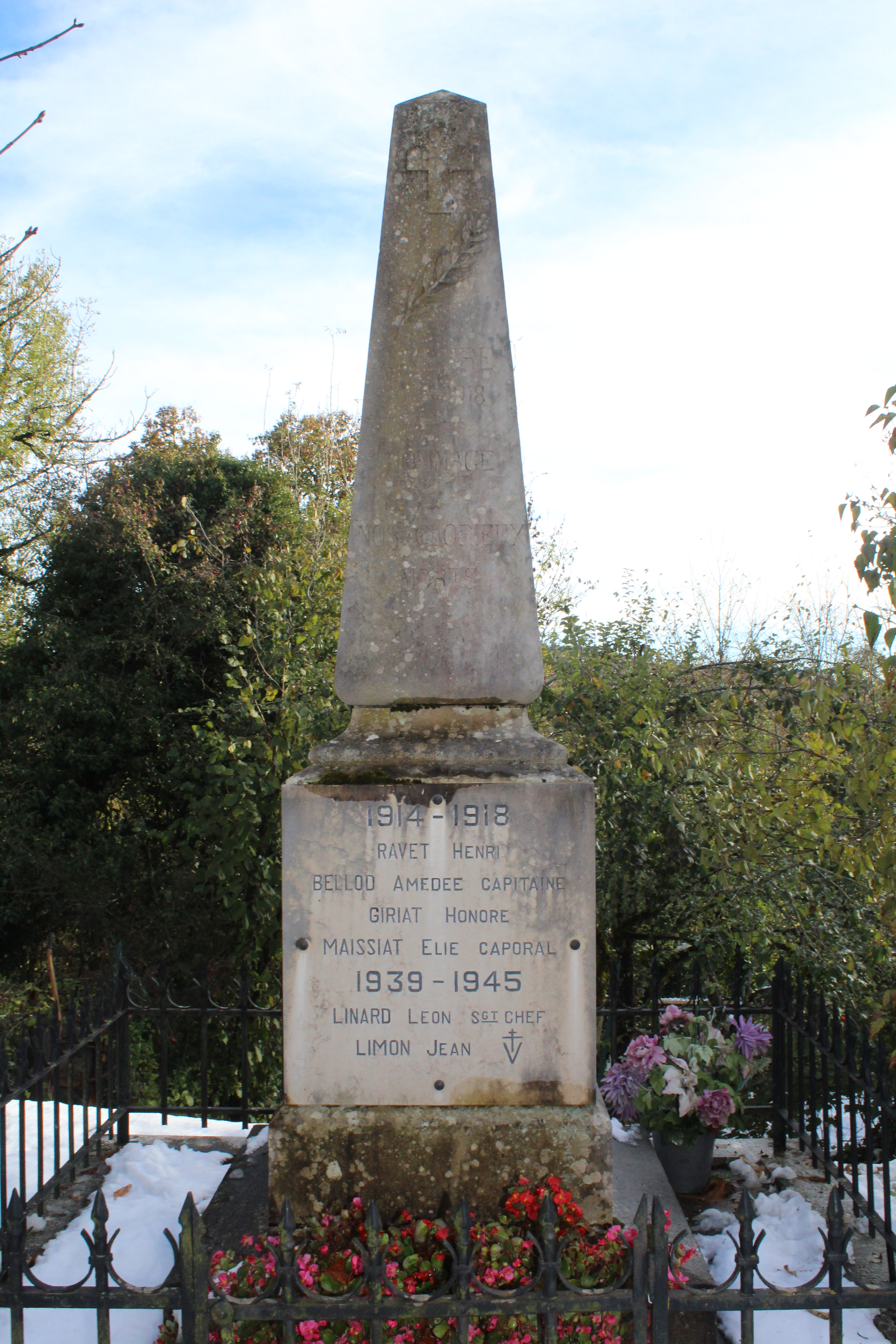
Gefallenendenkmal

## Wirtschaft und Infrastruktur
Peyriat war bis weit ins 20. Jahrhundert hinein ein vorwiegend durch die Landwirtschaft, insbesondere Milchwirtschaft und Viehzucht, sowie die Forstwirtschaft geprägtes Dorf. Daneben gibt es heute einige Betriebe des lokalen Kleingewerbes. Mittlerweile hat sich das Dorf auch zu einer Wohngemeinde gewandelt. Viele Erwerbstätige sind Wegpendler, die in den größeren Ortschaften der Umgebung ihrer Arbeit nachgehen. 
Die Ortschaft liegt abseits der größeren Durchgangsstraßen. Sie ist von drei Seiten erreichbar, nämlich von Nurieux im Norden, Maillat im Osten (an der Autobahn A40) und von Ceignes im Süden. Der nächste Anschluss an die Autobahn A40 befindet sich in einer Entfernung von rund fünf Kilometern.